# Raymond Mays
Raymond Mays (1º de agosto de 1899 – 6 de janeiro de 1980) foi um fundador britânico nascido na Inglaterra da British Racing Motors (BRM).